# Otto Schönherr (chimico)
Otto Schönherr (Chemnitz, 1861 – Dresda, 1926) è stato un chimico tedesco.

## Biografia
Schönherr studiò chimica all'Università tecnica di Dresda, poi nel 1894 si unì a Karl Elbs come ricercatore di elettrochimica all'Università di Gießen. Dopo aver conseguito il dottorato, nel 1896 venne assunto alla BASF, dove studiò la cattura elettrotermica dell'azoto atmosferico.
Nel 1905 sviluppò insieme all'ingegnere Johannes Hessberger (1871-1934) un lungo e sottile forno a scarica, un tubo di ferro che incorporava al suo interno dei tubi di ferro concentrici che circondavano un elettrodo interno. La parte più bassa del forno conteneva un elettrodo isolato, dentro cui c'era una barra di ferro inserita in un refrigeratore d'acqua fatto di rame, il quale avviava l'arco elettrico nel principale elettrodo interno. L'aria che entrava dalla parte più alta del forno permetteva il movimento rotatorio di un tubo intermedio, e viaggiava lungo un secondo tubo che avvolgeva la camera dell'elettrodo interno, dove l'aria veniva preriscaldata. Una volta entrata nell'area di scarico, l'aria produceva un moto vorticoso, sino ad arrivare all'anello anulare più esterno, accanto al rivestimento in mattoni refrattari del forno.
Questo processo garantiva un contatto più lungo tra l'arco elettrico e l'area riscaldata e consumava 14.800 kWh per tonnellata metrica di acido nitrico. Circa il 40% di tale sostanza veniva ottenuta dalle torri di assorbimento. Grazie ai perfezionamenti di Schönherr, il forno elettrico per l'ossidazione del nitrogeno atmosferico da lui ideato superò di gran lunga il rivale progettato dai norvegesi Kristian Birkeland e Samuel Eyde.
Nel 1908 Schönherr venne insignito della Medaglia Liebig e fu proposto per due volte come candidato al premio Nobel per la chimica (1909, 1912).